# Resseliella theobaldi
Resseliella theobaldi är en tvåvingeart som först beskrevs av Barnes 1927.  Resseliella theobaldi ingår i släktet Resseliella och familjen gallmyggor. Inga underarter finns listade i Catalogue of Life.